# Міллер Євген Карлович
Євгеній-Людвіг Карлович Міллер ( 25 вересня (7 жовтня) 1867   , Динабург, Вітебська губернія - 11 травня 1939, Москва ) - російський воєначальник, генерал-лейтенант (1915); керівник Білого руху на півночі Росії в 1919-1920 роках, головнокомандувач усіма сухопутними, морськими збройними силами Росії ( Північна армія ), що діяли проти радянської влади на Північному фронті  .

## Біографія
Походив із дворянського роду Міллерів, який мав німецьке коріння. У зрілі роки так згадував про своє виховання:

### Освіта та військова служба
Закінчив Миколаївський кадетський корпус (1884) та Миколаївське кавалерійське училище (1886), звідки випущений був корнетом у лейб-гвардії Гусарський Його Величності полк . Несучи службу у вказаному полку, був особисто знайомий з Миколою II, з яким був практично ровесником  . Цей епізод ліг в основу пізніших чуток про те, що швидке просування Міллера по службі пов'язане з найвищою протекцією, проте його якості як командира та адміністратора були досить високо оцінені, щоб чутка повною мірою відповідала правді.
У 1892 році закінчив Миколаївську академію Генерального штабу . У 1893 був призначений начальником стройового відділу штабу Карської фортеці, але вже в березні 1893 переведений в запас. З липня 1896 перебував у розпорядженні начальника Головного штабу, з грудня 1897 перебував при Головному штабі. З лютого 1898 - військовий агент в Брюсселі і Гаазі, брав участь у підготовці 1-ї конференції в Гаазі, з серпня 1901 - військовий агент в Італії. З 1901 року - полковник . З грудня 1907 - командир 7-го гусарського Білоруського полку, з серпня 1909 - 2-й обер-квартирмейстер Головного управління Генерального штабу; у його віданні перебували всі російські військові аташе у країнах Європи. З 6 грудня 1909 року - генерал-майор . З травня 1910 - начальник Миколаївського кавалерійського училища . З жовтня 1912 - начальник штабу Московського військового округу .

### Перша світова війна
З липня 1914 - начальник штабу 5-ї армії, управління якої було створено на базі командування Московським військовим округом. Брав участь у Галицькій битві, відбитті наступу німців на Варшаву, Лодзинській операції . З 1915 - генерал-лейтенант . У січні 1915 сформував штаб 12-ї армії Західного фронту і з цією армією на посаді начальника її штабу брав участь у подальших військових діях ( Праснишська операція ). У травні 1915 управління армії перекинуто на Риго-Шавельський напрямок з базами - Рига і Двінськ . Незабаром управління перейменовано на 5-ту армію (друге формування). З червня 1915 Міллер знову начальник штабу 5-ї армії .
З вересня 1916 р. фактично командував 26-м армійським корпусом у складі Особливої армії, що діяла в Румунії. Офіційно призначений командиром корпусу 28 грудня 1916 року. У січні 1917 року частинами корпусу під командуванням Міллера було проведено наступ, що увінчався повним успіхом — заняттям укріпленої позиції в Карпатах, взяттям великої кількості полонених, гармат і кулеметів.
Після Лютневої революції склав присягу Тимчасовому уряду і пізніше стверджував, що якби хотів «займатися контрреволюційною діяльністю», то у нього «вистачило б мужності не сприймати присяги»  . Виконуючи наказ командувача фронтом, 7 квітня 1917 спробував переконати поповнення, що прибули, зняти червоні банти і винести з ладу червоний прапор . Не будучи важливим противником революції, Міллер вимагав дотримання дисципліни та субординації у діючій армії. У відповідь був бунт маршових рот. Солдати зірвали з Міллера шапку, погони, побили і прогнали генерала під побої та лайку вулицями заштатного румунського міста. Після цього заарештований тими ж солдатами, просидів на гауптвахті етапного коменданта чотири доби, потім під конвоєм відправлений до Петрограда  . Цей епізод разом із фактом несення служби з Миколою II в лейб-гвардійському полку дав привід для пізніших чуток, ніби генерал є противником революції, реакціонером і «приятелем Миколки». Після проведеного розслідування, яке не виявило складу злочину, було відраховано в запас. З серпня 1917 року перебував у розпорядженні начальника Генерального штабу, будучи представником Ставки Верховного головнокомандувача при Італійській головній квартирі, куди він і відбуває.

### Білий рух

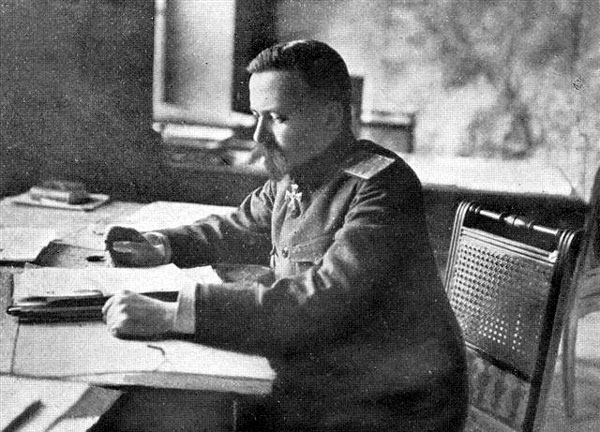
Міллер у Північній області, 1920 рік

Після приходу до влади більшовиків відмовився підтримувати відносини з Головним управлінням Генерального штабу та Ставкою. За це Міллер був заочно відданий суду революційного трибуналу . Після укладання більшовиками Берестейського мирного договору Міллер залишив Італію. Займався в Парижі питаннями розформування та перекидання до Росії частин російських бригад у Франції та Македонії .
Антибільшовизм зближував його з прихильниками Союзу відродження Росії та регіональними північними колами, проте загалом його політичні погляди були суперечливими. Як майже всі лідери білого руху, співчував ідеї конституційної монархії - при цьому погоджувався, що білі армії не повинні відкрито виступати під монархічним прапором, а майбутнє країни повинен визначати сам російський народ - і водночас глибоко не довіряв здатності народу визначати свою долю  . З одного боку, щиро вірив у глибинний селянський патріотизм і саме з «пробудженням» селянства пов'язував надії на перемогу над більшовиками — з іншого досвіду революції зумовлював поблажливе, часом зневажливе ставлення до народу. Про збунтованих солдатів писав: «… я не маю до них ні почуття злості, ні почуття помсти; жалюгідний сірий народ, який можна підбити на що завгодно »  . Уявлення про те, що селяни сірі та дурні, а тому захоплюються нездійсненними ідеями, відштовхнуло його від спроб політичної боротьби з більшовизмом. За Міллером, єдиний рецепт був - силами армії поширити владу білого руху на якомога більшу територію і силою припинити вплив більшовиків на населення  .
Так само непослідовними були його ставлення до потенційних союзників у боротьбі проти більшовиків. З одного боку, він прагнув забезпечити білому руху найширшу підтримку та звертався за допомогою до країн Антанти. З іншого — через імперський світогляд підозріло ставився до присутності іноземних армій на території Росії. Нарешті, не хотів заручитися допомогою національних околиць в обмін на визнання незалежності та територіальні поступки   .
У жовтні та на початку листопада посол у Парижі В. А. Маклаков отримав телеграми з Архангельська від французького посла Нуланса та італійського посла делла Торрета з проханням, щоб Міллер виїхав до Архангельська. Потім у листопаді 1918 року Міллер отримав телеграму безпосередньо від антибільшовицького уряду Північної області із запрошенням обійняти посаду генерал-губернатора Північної області.
Дорогою до Архангельська в Лондоні Міллер зустрівся з начальником британського генерального штабу Генрі Вілсоном, який вказав Міллеру, що висадка союзників в Архангельську була викликана війною з німцями і з укладанням перемир'я з Німеччиною, ні про які активні операції британських військ проти більшовиків не могло бути і мови.
На пароплаві «Утмалі» Міллер прибув до Мурманська. 1 січня 1919 року на криголамі «Канада» прибув до Архангельська, де був призначений керуючим закордонними справами уряду, а 15 січня цього року — генерал-губернатором Північної області. З травня 1919 одночасно головнокомандувач військами Північної області - Північної армії, з червня - головнокомандувач Північним фронтом.
У вересні 1919 року одночасно обійняв посаду Головного начальника Північного краю, очоливши 20-тисячну армію.
Спирався на підтримку незначного британського військового контингенту, який вів бойові дії проти частин Червоної армії, але восени 1919 уряд Ллойд-Джорджа відмовився підтримувати сили, що ведуть боротьбу з більшовиками. Одночасно припинилося постачання боєприпасів та озброєння з Великої Британії, що поставило армію Міллера у критичне становище, оскільки на контрольованій нею території не було жодних військових заводів, і брати зброю не було звідки. 19 жовтня 1919 року Колчак скасував тимчасовий уряд Північної області та призначив Є. К. Міллера начальником краю із диктаторськими повноваженнями.
Проте після відходу англійців Міллер продовжив боротьбу проти більшовиків, але вже 19 лютого 1920 був змушений емігрувати. Разом із генералом Міллером Росію залишили понад 800 військовослужбовців та цивільних біженців, розміщених на криголамному пароплаві «Козьма Мінін» та яхті «Ярославна». Незважаючи на перешкоди у вигляді льодових полів та пущеного навздогін червоними криголама «Канада», білим морякам вдалося довести свій загін до порту Тромсе в Норвегії, куди вони прибули 26 лютого 1920 року.

### В еміграції
Після перебування в таборі для біженців Стіордален поблизу Тронгейма (Норвегія) з березня по червень 1920 року генерал Міллер жив на еміграції у Франції. З травня 1920 - головний уповноважений у військових і морських справах генерала П. Н. Врангеля в Парижі. З квітня 1922 - начальник штабу генерала Врангеля, з червня 1923 перебував у розпорядженні великого князя Миколи Миколайовича (з листопада 1923 також завідував його грошима), з 1925 старший помічник голови Російського загально-військового союзу (РОВС). Після викрадення радянською розвідкою генерала А. П. Кутепова в 1930 Міллер став головою РОВСа. Був також головою Об'єднання офіцерів 7-го гусарського полку, Товариства взаємодопомоги колишніх вихованців Миколаївського кавалерійського училища, Товариства сіверян.

У статті «Чому ми непримиренні» виклав мотиви свого рішучого і безкомпромісного неприйняття більшовицької влади:

### Викрадення генерала Міллера

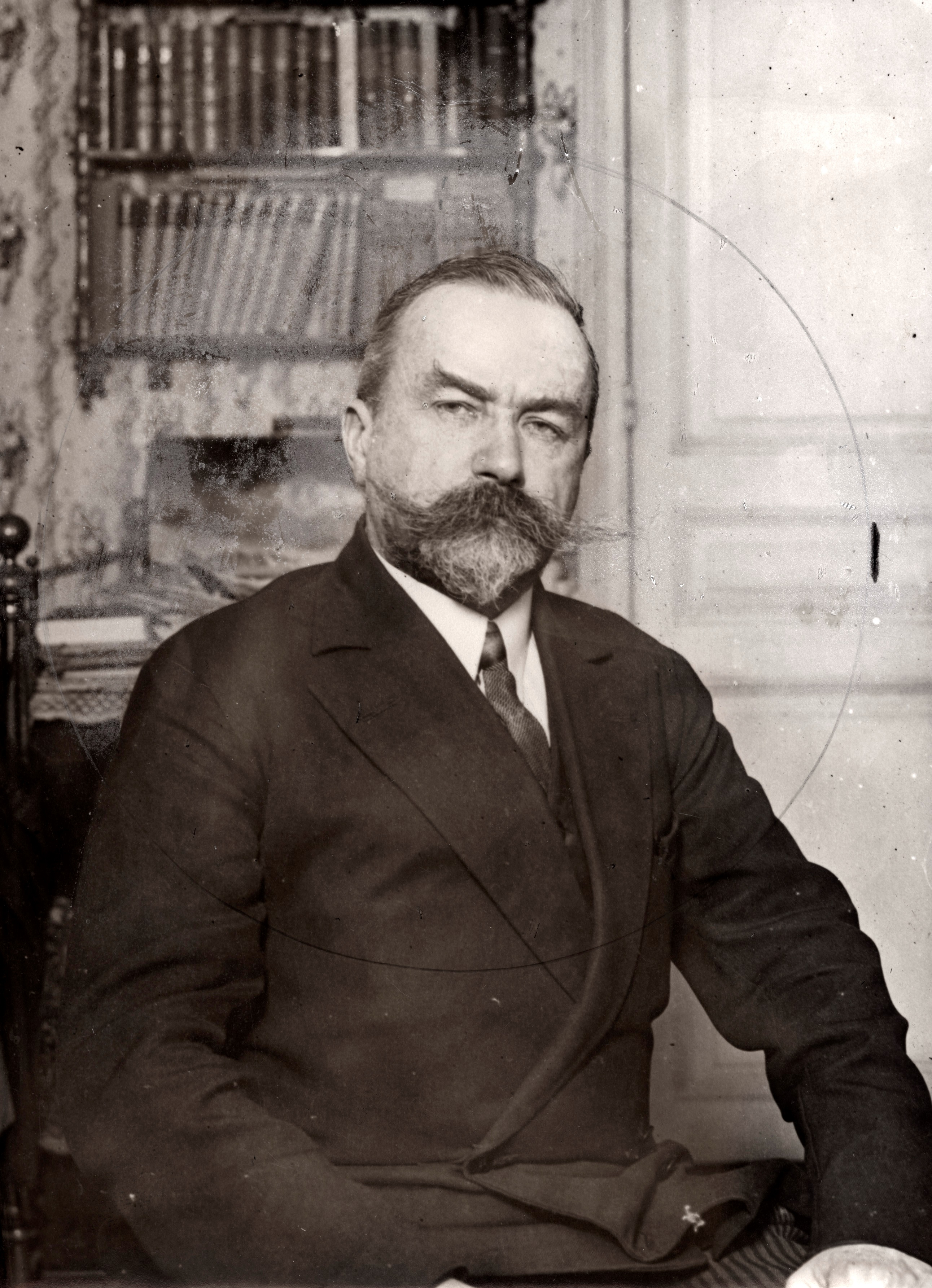

22 вересня 1937 року викрадений та вивезений агентами НКВС з Парижа до Москви. Метою операції було просування на посаду голови РУВС агента НКВС генерала Н. В. Скобліна, який взяв активну участь в організації викрадення, заманивши Міллера на зустріч із співробітниками НКВС, які діяли під виглядом німецьких дипломатів. Допомога в викраденні генерала Є. К. Міллера надав агент НКВС С. Н. Третьяков. Вирушаючи на зустріч і відчуваючи небезпеку, Міллер залишив записку співробітникам із зазначенням, до кого він вирушив разом зі Скобліним:
Таким чином, плани НКВС щодо просування свого агента на посаду голови найбільшої емігрантської військової організації виявилися зірвані, а сам Скоблін був змушений тікати.

Редактор емігрантського видання «Вартовий» В. В. Оріхів так писав про Міллера:
Зникнення Міллера у статті першого видання Великої радянської енциклопедії описано так: «Викрадення Міллера було організовано за завданням німецьких фашистів, які вважали його недостатньо слухняним своїм агентом»  .

### Тюремне ув'язнення та загибель

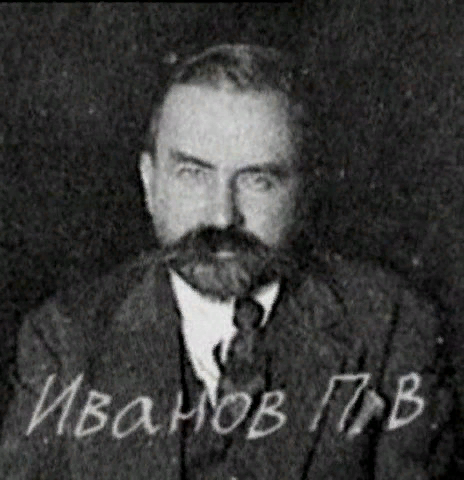
Ув'язнений «Іванов, Петре Васильовичу»

Міллера було доставлено в СРСР на теплоході «Марія Ульянова» і ув'язнено НКВС на Луб'янці, де утримувався під ім'ям Петра Васильовича Іванова. На допитах не повідомив жодної інформації, здатної заподіяти шкоду діяльності РОВС . 30 березня 1938 року генерал звернувся до наркома внутрішніх справ М. І. Єжова з проханням дозволити йому інкогніто відвідати православний храм, пояснивши, що він навряд чи при цьому буде впізнаний: «Я можу перев'язати обличчя пов'язкою, та й взагалі мій сучасний образ цивільного старого мало нагадує моложавого 47-річного генерала, яким я виїхав із Москви 1914 року». Відповіді на це прохання не надійшло, і 16 квітня Міллер звернувся до Єжова з новим листом, у якому просив передати йому Євангеліє та «Історію церкви» (або «Житія святих»), а також дозволити користуватися папером та пером. Реакції влади на ці прохання також не було.
Був засуджений Військовою колегією Верховного Суду СРСР до вищої міри покарання та розстріляний у підвалі внутрішньої в'язниці НКВС 11 травня 1939 року .

## Шлюб та діти
У листопаді 1896 року повінчався з Наталією Миколаївною Шиповою (1870-1945), дочкою генерала від кавалерії Миколи Миколайовича Шипова і Софії Петрівни Ланської. Ім'я своє вона отримала на честь бабусі Наталії Миколаївни Пушкіної-Ланської. Олександра Арапова писала братові Григорію Пушкіну:
На третій день після нашого приїзду Тата Шипова була заручена за Міллера, колишнього гусара, а тепер у Генеральному штабі служить, і так як ця тяганина тяглася... 8 років, то батьки її не бажали через шлюб коштів, то раз погодившись... повінчали через 3 тижні, 11-го числа
У шлюбі народилися:
- Марія Євгенівна (1897-1982) - громадський і церковний діяч, дружина протопресвітера Олександра Івановича Чекана (1893-1982).
- Софія Євгенівна (1898-1946).
- Микола Євгенович (1900-1946).

## Нагороди
- Медаль «На згадку царювання імператора Олександра III» (23.03.1896)
- Орден Святого Станіслава 3-го ступеня (1898)
- Орден Святої Анни 3-го ступеня (ВП 06.12.1904 року)
- Орден Святого Станіслава 2-го ступеня (1906)
- Орден Святого Володимира 3-го ступеня (ВП 06.12.1912)
- Медаль «На згадку про 300-річчя царювання будинку Романових» (21.02.1913)
- Медаль «На згадку про 100-річчя Вітчизняної війни 1812 року» (ВП 26.08.1912)
- Орден Святого Станіслава 1-го ступеня (ВП 15.01.1915)
- Орден Святої Анни 1-го ступеня (ВП 29.03.1915)
- Медаль "За праці з відмінного виконання загальної мобілізації 1914 року" (ВП 16.06.1916)
- Орден Святого Володимира 2-го ступеня (ВП 16.07.1916)
- мечі до ордена Святого Володимира 2-го ступеня (ВП 16.09.1916)

Інші
- Командорський хрест Бельгійського ордена Леопольда (12.04.1902)
- Командорський хрест Орансько-Нассауського ордену (12.04.1902)
- Командорський хрест Люксембурзького ордена Дубової корони (12.04.1902)
- Великий хрест ордену Корони Італії (29.12.1903)
- бухарський Орден Золотої Зірки 1-й ст. (ВП 26.08.1912)

## У літературі та кіно
- Історія викрадення Міллера частково відтворена у фільмах « Потрійний агент » Еріка Ромера та « Чарівність зла » Михайла Козакова . Роль генерала зіграли Дмитро Рафальський та Віктор Тульчинський відповідно.
- Романи «Брехня» П. н. Краснова та «Північний Хрест» Валерія Поволяєва .
- Генерал Євген Міллер (у період командування Північною армією) є одним із героїв історичного роману Валентина Пікуля « З глухого кута ».
- Генерал Міллер – одна з дійових осіб у творі братів Вайнерів «Карський рейд».